# Сражение при Чаче
Сражение при Чаче — сражение, произошедшее весной 1007 года в долине Чач, недалеко от Хазро, между войсками Махмуда Газневийского и армией индусской династии Шахи.

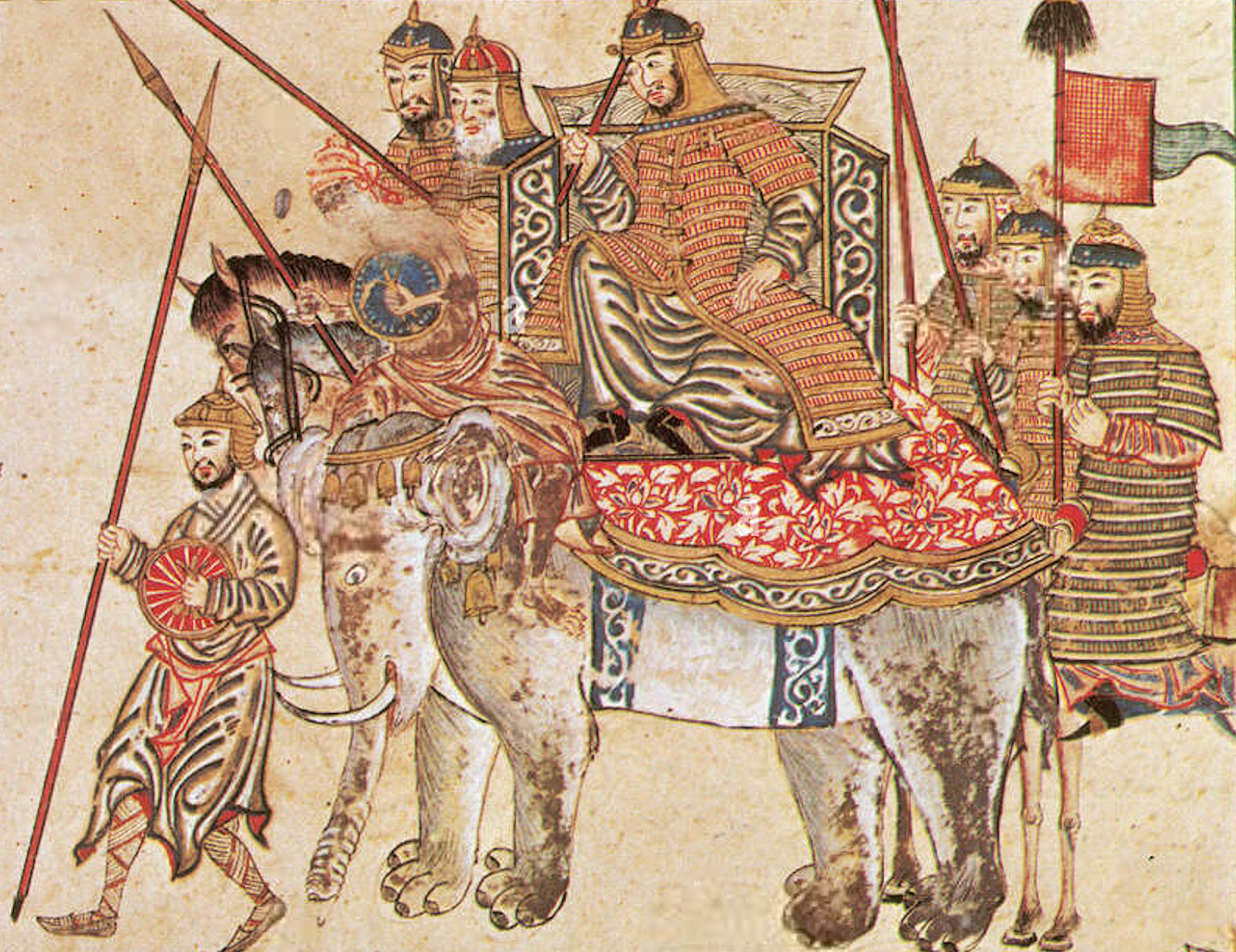
Махмуд Газневийский верхом на слоне

31 декабря 1006 года Махмуд покинул Газни со своими войсками и отправился в весеннюю кампанию в Индию. Это был его шестой поход в Индию. Ему противостояла огромная армия, состоящая из отрядов династии Шахи и союзных раджей, которой командовал сын Анандапалы Трилочанапала. Трилочанапала не смог помешать войску Махмуда переправиться через Инд, которое двинулось в долину Чач (или Чхачх) около Вайханда.

## Ход сражения
В течение 40 дней обе армии стояли на укреплённых позициях, не предпринимая атак. Махмуд попытался выманить противника, отправив в бой 6000 лучников.  Индусы отбили атаку, уничтожив большинство атаковавших, и в свою очередь предприняли контратаку силами 30 000 солдат гахарских союзников. В разгоревшемся бою погибло около 5 000 газневидов.
Махмуду, оказавшемуся в трудном положении, удалось переломить ход сражения благодаря удару личной гвардии на тылы противника. Индусы были дезорганизованы и в конечном итоге бежали, потеряв в сражении около 20 000 человек. 
Своей победой в этой битве мусульмане обязаны исключительно искусству Махмуда как военного вождя. Победоносное войско Махмуда захватило в плен одного из сыновей Анандапалы, огромное количество добычи и 30 боевых слонов. 
Махмуд преследовал бегущие индуистские войска до долины Кангра, где последние укрылись в крепости Нагаркот, но капитулировали после трех дней отчаянного сопротивления. 
Завоеватели захватили «неисчислимую добычу», которая включала золото, серебро и ценные ткани. Вся территория от Инда до Нагаркота была присоединена Махмудом к своему государству.